# شاخه‌های بوداگرایی
شاخه‌ها، فرقه‌ها و مذاهب دین بودا.

## مهایانه
مهایانه یا راه بزرگ از شاخه‌های اصلی دین بودا است.

## مکاتیب تانتری
این مکاتب، بیشتر بر جنبه صوفیانه و رازآمیز دین بودا تأکید دارند و با وردها و ذکرهای گوناگون کار می‌کنند.